# (322390) Planes de Son
(322390) Planes de Son est un astéroïde de la ceinture principale.

## Description
(322390) Planes de Son est un astéroïde de la ceinture principale. Il fut découvert le 9 juin 2004 à Kitt Peak par le projet Spacewatch. Il présente une orbite caractérisée par un demi-grand axe de 3,23 UA, une excentricité de 0,09 et une inclinaison de 5,6° par rapport à l'écliptique.

## Compléments